# 古田広計
古田 広計（ふるた ひろかず、宝暦7年（1757年） - 天保3年閏11月8日（1832年12月29日））は、江戸時代の武士、国学者、茶人。豊後（現・大分県）岡藩の老職。通称は壱岐、勘解由、中務など。字は弘卿。号は不染斎、淵黙、温故堂。母は公家の竹屋光兼（正三位）の娘。

## 生涯
古田織部の娘の子孫で、別家（覚左衛門重宗系）古田広在の次男として生まれ、従兄弟の古田重著（400石）の養子となる。岡藩主・中川久貞、久持、久貴の三代に仕える。安永5年（1776年）創設の藩校・由学館の副学正を務める。文化6年（1809年）には永年の功績が認められて1000石取りの老職となる。
文化8年（1811年）、広計が取り立てた横山甚助の藩政改革が失敗し、岡藩領内で大規模な百姓一揆が勃発。藩主・久貴は農民の要求を受け入れ、翌文化9年（1812年）に横山甚助は罷免、広計は隠居させられ一揆は鎮まった。広計の晩年は豊後三木村（豊後大野市大野町杉園三ツ木）において閑居し、天保3年（1832年）閏11月8日に76歳で没した。

## 人物
国学を江戸にいた村田春海、加藤千蔭に学んで精通し、肥後の国学者長瀬真幸と交わった。また和歌、国文に長じた。山鹿流の兵学もよくし、茶の湯にもすぐれ、不白流のあと血縁を意識して織部流を学んだ。
著作に「不染斎歌集」「不染斎随筆」などがある。